# 尾崎正敏
尾崎 正敏（おざき まさとし、1931年 - 2025年3月5日）は、日本のバスケットボール指導者。元全日本女子バスケットボールチーム監督。元日本バスケットボール協会会長。岡山県出身。

## 来歴
岡山県立岡山操山高等学校卒業後、早稲田大学に進学。大学ではバスケットボール部で選手として活躍。卒業後は大日本紡績（現・ユニチカ）に入社。平野工場女子バスケットボール部で指導者となる。
身長の高い相手でも対応できる「忍者ディフェンス」「マッハ攻撃」を編み出し、オールジャパン8連覇や日本リーグ初代女王など多くのタイトルを総なめにしユニチカ黄金時代を築き上げた。
全日本チームの監督も務め、1965年には第1回アジア選手権準優勝、一時退いた後、コーチとして1970年アジア選手権初優勝、翌年の世界選手権で監督に復帰。1974年アジア大会で金メダル、そして1975年世界選手権では全日本女子史上最高の成績となる銀メダルを獲得。翌年のモントリオール五輪にも出場し米国を破る快挙を演出。日本女子バスケ黄金時代を築いた名将として知られるようになる。全日本では1979年世界選手権まで指揮を執った。
退社後、日本バスケットボール協会役員となり、1999年に会長に就任。「エンデバー」と呼ばれる選手育成制度を考案した。2003年退任。
現在は近畿協会名誉顧問・大阪協会名誉会長。
2021年、日本バスケットボール殿堂に加藤廣志、清水義明とともに掲額者として、選出された。
2025年3月5日に死去。93歳没。